# Świniary (powiat płocki)
Świniary – wieś sołecka w Polsce, położona w województwie mazowieckim, w powiecie płockim, w gminie Słubice.
Prywatna wieś szlachecka położona była w drugiej połowie XVI wieku w powiecie gąbińskim ziemi gostynińskiej województwa rawskiego. W latach 1975–1998 miejscowość należała administracyjnie do województwa płockiego.
Wieś zamieszkuje diaspora Kościoła Katolickiego Mariawitów; wierni odprawiają adorację ubłagania 12. dnia każdego miesiąca.
Nieopodal miejscowości znajduje się niewielki cmentarz mariawicki. Przed II wojną światową we wsi znajdował się niewielki kościół mariawicki.  

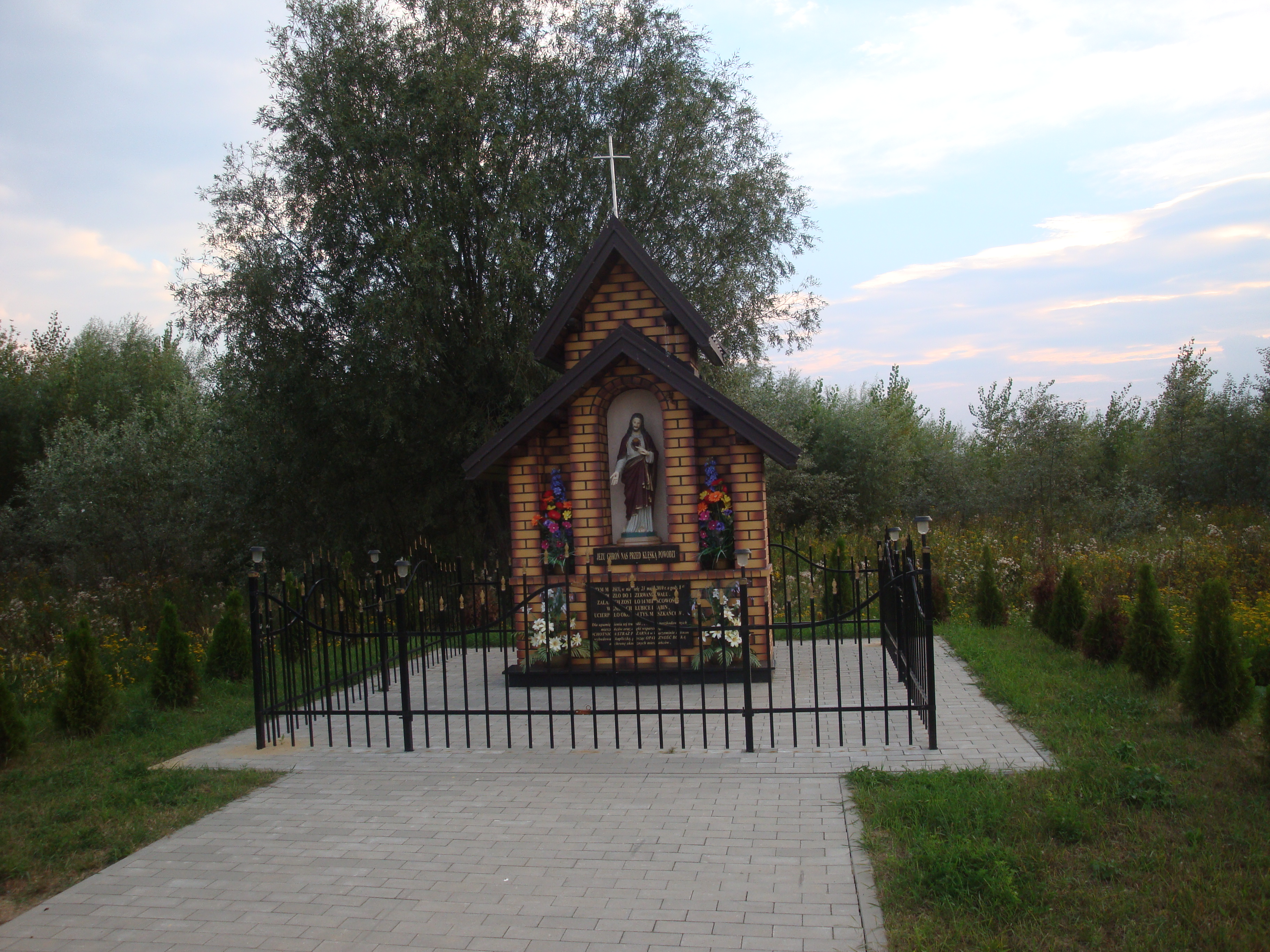
Kapliczka w miejscu przerwania wału

Podczas powodzi 23 maja 2010 doszło do przerwania wału przeciwpowodziowego na Wiśle w Świniarach. Cała wieś została zalana i ewakuowana. 8 czerwca tego samego roku podczas drugiej fali powodziowej woda ponownie zalała miejscowość.